# Calling Time
Calling Time är Basshunters fjärde studioalbum, utgivet 13 maj 2013. Albumet är inom musikgenren elektronisk musik.

## Låtlista
1. "Dirty" - 2:53
2. "Crash & Burn" - 3:09
3. "Dream on the Dancefloor" (Radio Edit) - 3:11
4. "Calling Time" - 3:07
5. "Far Away" - 3:42
6. "Rise My Love" - 2:33
7. "I've Got You Now" - 3:11
8. "You're Not Alone" - 2:57
9. "Wake Up Beside Me" - 2:41
10. "Northern Light" - 3:09
11. "Saturday" - 3:00
12. "Fest i hela huset" - 2:51
13. "From Lawnmower to Music" - 4:21
14. "Pitchy Track" - 2:16
15. "I Came Here to Party" - 2:48
16. "Far Away" (Josh's Big Room Remix) - 4:56
17. "Dream on the Dancefloor" (Rudedog Remix) - 5:10
18. "Northern Light" (Candlelight Version) - 3:09

## Listplaceringar
| Lista (2013)                               | Högsta position |
| ------------------------------------------ | --------------- |
| Förenta staterna (Dance/Electronic Albums) | 25              |